# Leroy Fer
Leroy Johan Fer (ur. 5 stycznia 1990 w Zoetermeer) – holenderski piłkarz, występujący na pozycji pomocnika w klubie Feyenoord. Ze względu na umiejętności i warunki fizyczne trener młodzieżowej reprezentacji – Cor Pot porównywał go do Francuza Patricka Vieiry. Fer jest ceniony za wszechstronność, w czasie swej dotychczasowej gry w Feyenoordzie występował na pozycji obrońcy oraz ofensywnego i defensywnego pomocnika.

## Życie prywatne
Leroy Fer podobnie jak jego rodzice urodził się w małym holenderskim mieście Zoetermeer, natomiast jego dziadkowie pochodzili z Antyli Holenderskich i większość swego życia spędzili na Curaçao. Brat Fera – Legreeg również jest zawodowym piłkarzem, występującym w drużynie holenderskiej Eerste divisie – Excelsiorze Rotterdam. Piłkarz Feyenoordu jest także praktykującym chrześcijaninem, a podczas jednego z wywiadów wypowiedział się na ten temat następująco:

W Zoetermeer chodziłem codziennie do kościoła. Bóg dał mi talent i dziękuję mu za to każdego dnia

Na prawym ramieniu piłkarza Feyenoordu znajduje się krzyż z podpisem: „In God I trust” („Ufam Bogu”).

## Kariera juniorska
Fer rozpoczynał karierę w młodzieżowym zespole z Zoetermeer, jednak szybko został dostrzeżony przez trenera juniorów Feyenoordu – Jeana-Paula van Gastela podczas spotkań ze Spartą Rotterdam i Feyenoordem. Fer miał wtedy 9 lat i został zaproszony do szkółki juniorskiej w Rotterdamie.

## Kariera seniorska
Po siedmiu latach gry Fera w drużynach juniorskich, w sezonie 2007/08 został włączony przez Berta van Marwijka do kadry pierwszego zespołu. Zadebiutował 2 grudnia 2007 podczas wygranego 6:0 meczu z Heraclesem Almelo, kiedy pojawił się na boisku w 84. minucie zmieniając Nuriego Şahina. Cztery dni później – 6 grudnia 2007 podpisał swój pierwszy, ważny do 2012 profesjonalny kontrakt. 3 lutego 2008 Fer zagrał przeciwko Ajaksowi swój pierwszy mecz w pełnym wymiarze czasowym. Przez 4 kolejne spotkania występował w podstawowym składzie jako prawy obrońca, a swoją pierwszą bramkę w Eredivisie zdobył 30 marca 2008 w wygranym 3:1 spotkaniu przeciwko NAC Breda. W tym też sezonie zespół z Rotterdamu zdobył Puchar Holandii. W ćwierćfinałowym spotkaniu przeciwko FC Zwolle Fer wystąpił w podstawowym składzie, schodząc z boiska w przerwie meczu. Natomiast w pojedynku półfinałowym z NAC Breda oraz finałowym przeciwko Rodzie Kerkrade wchodził z ławki rezerwowych w drugich połowach spotkań.
Przed sezonem 2008/09 nowym trenerem Feyenoordu został Gertjan Verbeek, który ustawiał Fera na pozycji ofensywnego pomocnika. Na tej pozycji występował często w pierwszym składzie, wygrywając rywalizację z Karimem El Ahmadi i Jonathanem de Guzmánem. Fer grając jako zawodnik przedniej formacji strzelił w rozgrywkach Eredivisie 6 bramek. W tymże sezonie podczas przegranego 0:1 meczu ze szwedzkim Kalmar FF Holender zadebiutował w Pucharze UEFA. W rewanżu Feyenoord zwyciężył 2:1, a Fer zdobył gola dającego zespołowi z Rotterdamu awans do kolejnej rundy. W trakcie sezonu Holender wzbudził zainteresowanie Juventusu, lecz ostatecznie na transfer nie wyrazili zgody działacze klubu z Rotterdamu. Wraz z początkiem sezonu 2009/10 do podstawowego składu Feyenoordu powrócił de Guzmán, dlatego trener Mario Been zaczął wystawiać Fera na pozycji defensywnego pomocnika. Zawodnik na tej pozycji również regularnie występował w pierwszym składzie, a sezon zakończył z dorobkiem 2 goli zdobytych w meczach z NEC Nijmegen i NAC Breda. Feyenoord w końcowej tabeli Eredivisie zajął 4. miejsce. Natomiast w rozgrywkach Pucharu Holandii wychowanek DWO Zoetermeer wystąpił w 2 spotkaniach, zdobywając 1 bramkę w spotkaniu z Harkemase Boys. Mimo przeciętnych wyników drużyny na początku sezonu, stabilną formę młodego piłkarza pochwalił w jednym z wywiadów dyrektor techniczny klubu – Leo Beenhakker.
Wraz z końcem sezonu Fer został wyznaczony na wicekapitana drużyny po tym, jak pełniący dotychczas tę funkcję, Roy Makaay postanowił zakończyć karierę.
8 sierpnia 2010, w zwycięskim meczu z FC Utrecht, otwierającym sezon 2010/2011 Fer spędził na boisku całe spotkanie, ustalając jego wynik na 3:1. Natomiast 19 sierpnia, cztery dni po przegranych 3:2 derbach Rotterdamu holenderski pomocnik zdobył zwycięską bramkę w meczu Ligi Europejskiej przeciwko AA Gent.
Latem 2011 roku Fer przeszedł do FC Twente.
Od 2013 gra w Norwich City.
20 sierpnia 2014 roku Fer przeniósł się do Queens Park Rangers, podpisał trzyletni kontrakt.

## Kariera reprezentacyjna
Fer był kapitanem reprezentacji Holandii do lat 17 na Mistrzostwach Europy w Belgii, podczas których Holandia nie wyszła z grupy. Fer zagrał we wszystkich 3 meczach, w których Holandia zdobyła 4 punkty po remisie 2:2 z gospodarzami turnieju i zwycięstwie 3:0 z Islandią. Piłkarz Feyenoordu występował również w reprezentacji Holandii do lat 19 podczas eliminacji do Mistrzostw Europy w Czechach. W pierwszych 2 spotkaniach wystąpił w podstawowym składzie i zdobył bramkę w zremisowanym 2:2 meczu przeciwko Rosji, natomiast w pojedynku przeciwko Mołdawii wszedł na plac gry z ławki rezerwowych zmieniając w 66. minucie Georginio Wijnalduma.
4 września 2009 Fer zadebiutował w reprezentacji Holandii do lat 21 w meczu przeciwko reprezentacji Finlandii.
Mimo przyjmowania powołań do młodzieżowych reprezentacji Holandii, Fer wahał się między wyborem gry w drużynie narodowej Antyli Holenderskich a reprezentacji kraju, w którym się urodził. Ostatecznie 26 sierpnia 2009 piłkarz zdecydował się na grę w barwach Holandii.
12 sierpnia 2010 zadebiutował w dorosłej reprezentacji w zremisowanym 1:1 meczu z Ukrainą.

## Statystyki kariery
| Klub                | Sezon            | Liga    | Liga | Puchar  | Puchar | Europejskie puchary | Europejskie puchary | Razem   | Razem |
| Klub                | Sezon            | Występy | Gole | Występy | Gole   | Występy             | Gole                | Występy | Gole  |
| ------------------- | ---------------- | ------- | ---- | ------- | ------ | ------------------- | ------------------- | ------- | ----- |
| Feyenoord           | 2007/08          | 13      | 1    | 3       | 0      | -                   | -                   | 16      | 1     |
| Feyenoord           | 2008/09          | 32      | 6    | 2       | 0      | 6                   | 1                   | 40      | 7     |
| Feyenoord           | 2009/10          | 31      | 2    | 2       | 1      | -                   | -                   | 33      | 4     |
| Feyenoord           | 2010/11          | 23      | 3    | 0       | 0      | -                   | -                   | 23      | 3     |
| Feyenoord           | 2011/12          | 4       | 2    | 0       | 0      | -                   | -                   | 4       | 2     |
| FC Twente           | 2011/12          | 26      | 8    | 1       | 0      | 9                   | 1                   | 36      | 9     |
| FC Twente           | 2012/13          | 26      | 6    | 0       | 0      | 7                   | 6                   | 33      | 12    |
| Norwich City        | 2013/14          | 29      | 3    | 3       | 1      | -                   | -                   | 32      | 4     |
| Queens Park Rangers | 2014/15          | 29      | 6    | 2       | 0      | -                   | -                   | 31      | 6     |
| Queens Park Rangers | 2015/16          | 19      | 2    | 0       | 0      | -                   | -                   | 19      | 2     |
| Swansea City        | 2015/16          | 11      | 0    | 0       | 0      | -                   | -                   | 11      | 0     |
| Swansea City        | 2016/17          | 34      | 6    | 3       | 0      | -                   | -                   | 37      | 6     |
| Swansea City        | 2017/18          | 21      | 1    | 6       | 2      | -                   | -                   | 27      | 5     |
| Swansea City        | 2018/19          | 25      | 1    | 2       | 0      | -                   | -                   | 27      | 1     |
| Feyenoord           | 2019/20          | 23      | 2    | 3       | 1      | 8                   | 2                   | 34      | 5     |
| Razem w karierze    | Razem w karierze | 346     | 49   | 27      | 7      | 30                  | 10                  | 404     | 66    |

## Sukcesy
- Puchar Holandii: 2007/08
- Rotterdamski talent roku: 2008[30]

### Reprezentacja
- Mistrzostwa Świata 2014:  Brąz